# Újgrammatikusok
Az újgrammatikusok a történeti-összehasonlító nyelvészet második nagy hullámát képviselték, mely 1878-ban a Lipcsei Egyetemről indult ki.

## Történeti-összehasonlító nyelvészet
A XIX. század a történeti-összehasonlító nyelvészet virágkora. Felismerték, hogy a nyelvi változás egy szabályos folyamat, a beszélők tudatán kívül, szükségszerűen megy végbe.
Már Danténál is megjelenik (De vulgari eloquentia) a nyelvek leszármazása, valamint a nyelvcsaládok megléte (germán nyelvek, latin nyelvek, görög nyelvváltozatok), melyeknek közös őst feltételezett. J.J. Scaliger ezzel szemben tizenegy nyelvcsaládot állított fel, melyeken belül genetikai kapcsolatot tételezett fel, ugyanakkor a családok között nem. A közös ősnyelvet lingua matrix-nak nevezte. A magyar és finn közötti nyelvrokonságra először Gottfried Wilhelm Leibniz mutatott rá. Nem vetette el a nyelvek monogenetikus elméletét, de a közös őst nem egy élő nyelvben látta. A közös „gyökök” alapján két csoportot állított fel, amelyek a jafetita vagy szkíta-kelta, illetve az arámi voltak.
Sir William Jonest sokszor nevezik a történeti-összehasonlító nyelvészet előfutárának. 1786-ban olvasta fel híres beszédét a kalkuttai Királyi Ázsiai Társaság ülésén, amelyben kimondta a szanszkritnak a latinnal, göröggel és a germán nyelvekkel való rokonságát. 
1770-ben jelent meg Sajnovics János Bizonyítéka annak, hogy a magyarok és a lappok nyelve egy és ugyanaz című munkája, Gyarmathi Sámuel pedig 1799-ben bebizonyította a magyar és a finn nyelv rokonságát.

## Közvetlen előzmény – az ógrammatikusok
Rasmus Raskot, Jacob Grimmet és Franz Boppot nevezik a történeti-nyelvészet alapítóinak. További képviselői: August Schleicher és Wilhelm Humboldt.
A szabályos változások alapján vizsgálták – Schmidt hullámelmélete – a nyelvek történetét, rekonstruálni akarták az alapnyelvet, melyből a többi nyelvet leszármaztatják. Azt feltételezték, hogy a nyelvi rokonság a népek rokonságát jelenti. Az alapnyelvet egységes nyelvnek képzelték, nem számoltak azzal, hogy esetleg nyelvjárásaiban is élhetett ez a nyelv.
A nyelvcsaládokat családfákba osztották – August Schleicher családfaelmélete –, ami egy biológiai megközelítés. Mindegyik nyelvet közös ősnyelvre gondolták visszavezethetőnek. 
A nyelvtipológia ebben a megközelítésben úgy érvényesül, hogy a három nyelvtípus (izoláló, agglutináló, flektáló) egymást követő fejlődési szakaszok a nyelv életében.

## Az újgrammatikusok megjelenése

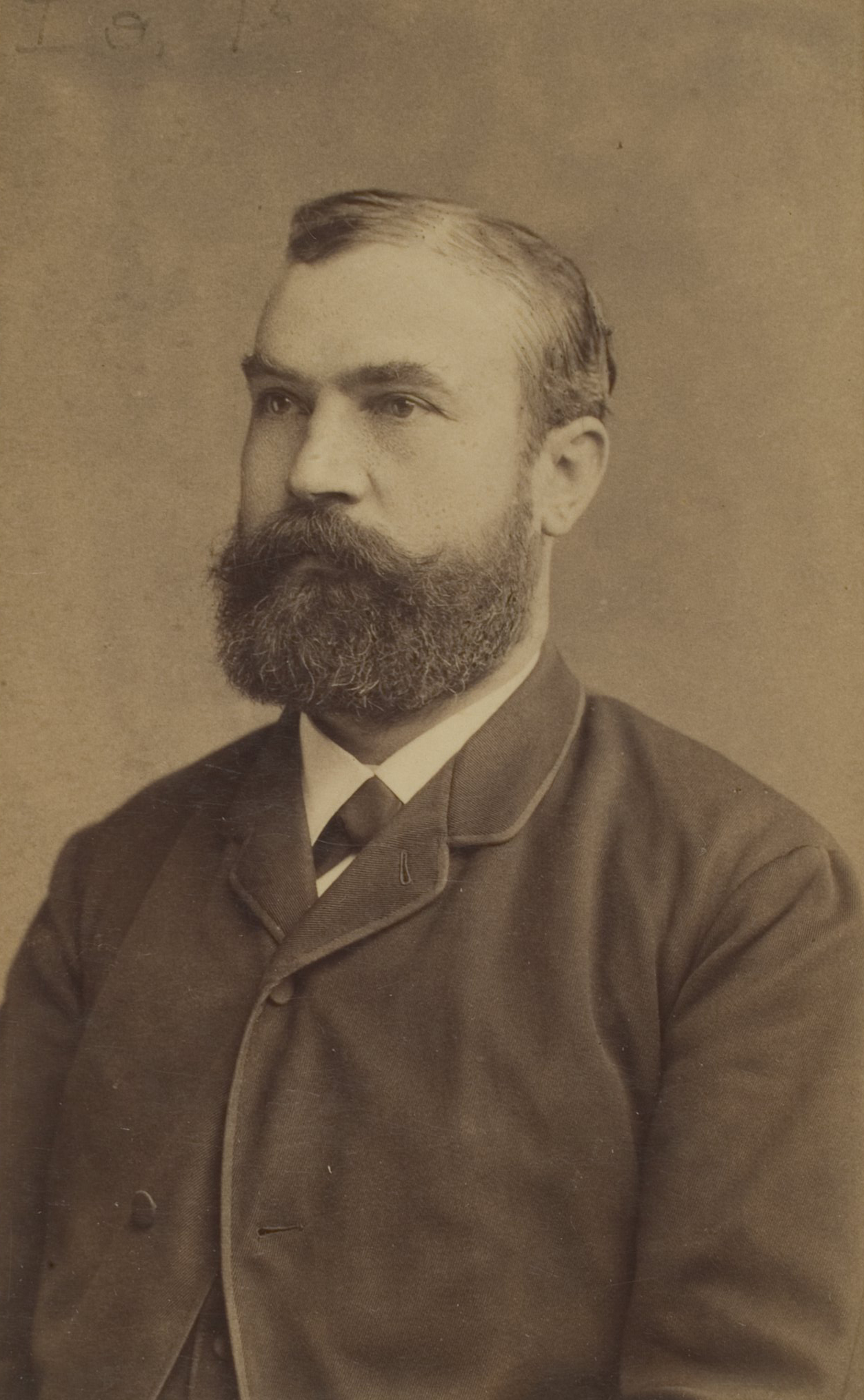
Hermann Osthoff

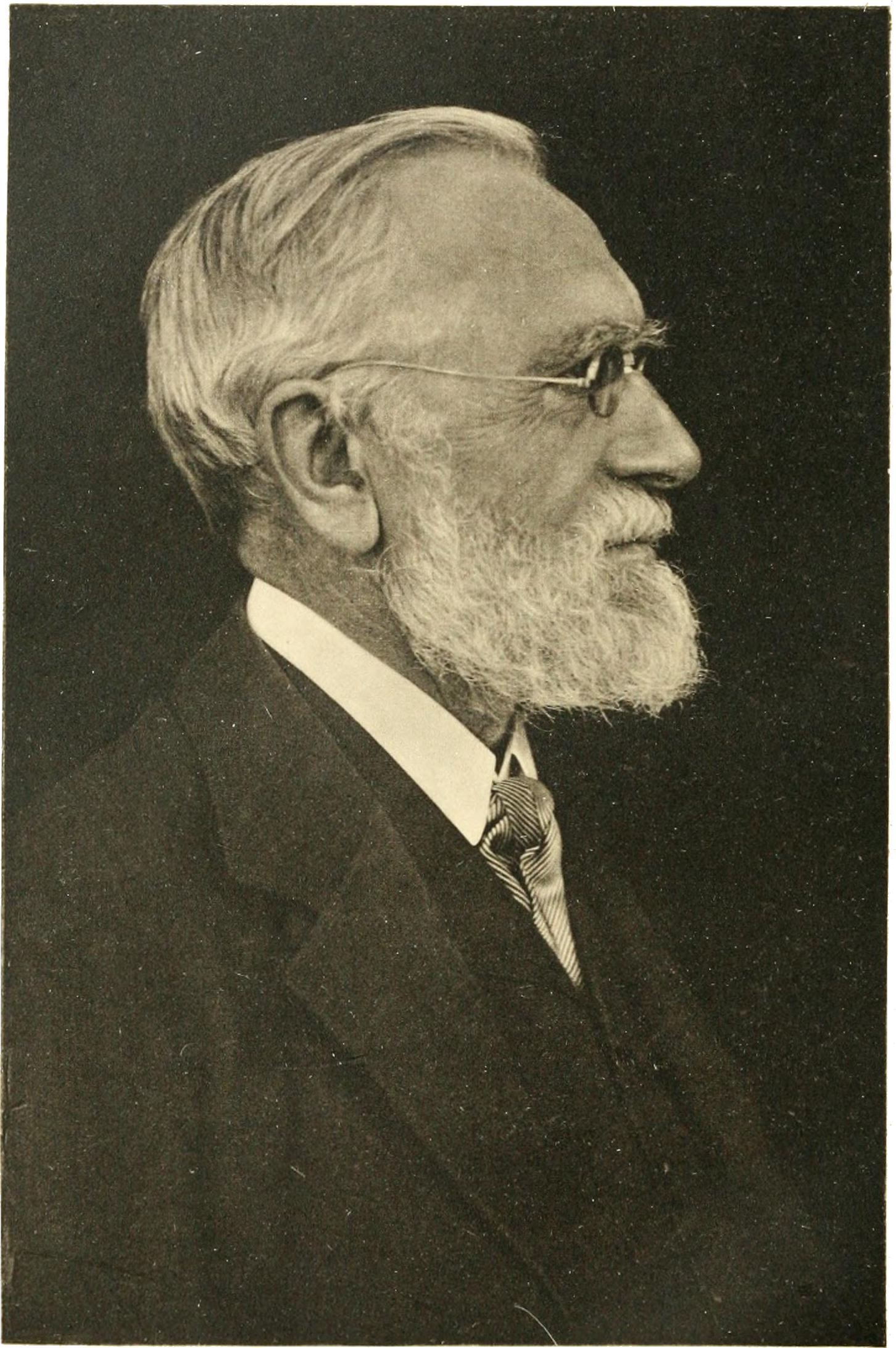
August Leskien

Az újgrammatikusok megjelenése jelentette a 19. században a nyelvtudományban a „kijózanító” bírálatot, igaz, éppen a tipológiai kérdések tekintetében a korábbi elképzelésekkel szembeni álláspontjuk nem meghaladásnak, inkább csak egyszerű tagadásnak, más szóval külső bírálatnak tekinthető.
A lipcsei egyetemen tanító és tanuló fiatal tudósok és tudósjelöltek munkásságához köthetjük a kezdeteket. Maga a név magyarul egyébként félrefordítás eredménye, a német Junggramatiker ugyanis „ifjú grammatikus”-t jelent, mely eredetileg gúnynév volt, de ők büszkén viselték. Első generációjuk legfontosabb képviselői: Karl Brugmann, Hermann Osthoff, Eduard Sievers, August Leskien, Hermann Paul és Karl Verner.
Egy nevezetes lipcsei tanár, Georg Curtius az általa vezetett tudományos folyóirat szerkesztőségét átadta egy évre Karl Brugmannak, aki azon nyomban két új szemléletű cikket írt. Az egyikben az indoeurópai alapnyelv újfajta rekonstrukcióját javasolta, a másikban egy olyan hangot rekonstruált az alapnyelvre, amely egyik akkori dokumentált nyelvben sem található meg. Curtius visszatértekor visszavette a szerkesztést, és elhatárolódott ezektől.
Brugmann barátjával és kollégájával, Hermann Osthoffal saját folyóiratot alapítottak, a Morphologische Untersuchungent (Alaktani kutatások), melynek 1878 és 1910 között hat száma jelent meg. Csak a két fentebb említett szerző publikált benne. Már az első számban összegezték irányzatuk legfontosabb alapelveit és módszertani kérdéseit, az úgynevezett újgrammatikus kiáltványban. Az irányzat terjedelmes elméleti összegzése 1880-ban született meg; Hermann Paul: Prinzipien der Sprachgeschichte (A nyelvtörténet alapelvei).

## Az irányzat jellemzői
Szembemennek a steinthali típusú nyelveszmefelfogással vagy az organikus szemlélettel – szerintük a nyelvi változások az ember pszichikai struktúrájából következnek, maga a nyelv ugyanis pszichológiai létező: képzetcsoportokból alkotott organizmus.
Minthogy feltételezésük szerint az ember pszichikai struktúrája minden időkben azonos, így a nyelvi változás történeti fejlődésének alapjai is mindig azonosak. Ez a koncepció pedig következetes végigvitel esetén nem egyeztethető össze az alaktani típusok történeti egymásutánjának elképzelésével. A nyelvek történetében nem képzelhetők el olyan időszakok, amikor például nem zajlottak hangváltozások vagy analógiás (alaktani) változások, mert a nyelv korai „növekedési” fázisban volt (ahogy Schleicher gondolta). A nyelv változását nem romlásnak, hanem értéksemleges változásnak tekintették, vagyis eszerint az alapnyelv nem tökéletesebb a mai nyelvnél.
A régen történt változásokat hasonlónak tekintették a szinkrón változásokkal, ezáltal a diakrón változásokra is lehet következtetni belőle, a változás az anyanyelv-elsajátításkor következik be, másként veszi birtokba a következő nemzedék a nyelvet. Mivel a nyelvi változásoknak fontos szerepet tulajdonítottak, így elkezdték a nyelvjárásokat gyűjteni.
Az újgrammatikusokkal kapcsolatban az egyik legismertebb tézis az, hogy a hangváltozások „kivételnélküliségét” hirdették. Más mechanizmussal magyarázták a valójában rendszertelen változásokat, pl. malozsa > mazsola hangcserélődést. Ez azt is jelenti, hogy a nyelvésznek magyarázatot kell keresnie az esetlegesnek, rendszertelennek tűnő hangváltozásokra is. A nézetük szerint a hangváltozások szükségszerűen bekövetkeznek, vagy ha mégsem, akkor meg kell tudni a kivétel okát.
Az újgrammatikusok nagy tudású, pozitivista szellemben, szigorúan tényekben gondolkodó tudósok voltak, akik adatok és konkrét kéziratok szintjén ismerték a régi indoeurópai nyelveket – a szanszkrittól a keltáig –, mindezt úgy, hogy a nyelvek többségéhez nem voltak megfelelő kézikönyvek, szótárak, nyelvtanok, nyelvtörténetek, mivel ezeket csak ők maguk írták meg a következő évtizedekben.